# CD Nacional
Clube Desportivo Nacional er en portugisisk fodboldklub fra byen Funchal på en af øerne fra øgruppen Madeira.
Af kendte spillere har de blandt andet haft Cristiano Ronaldo og Henrique Hilário på holdet.

## Historiske slutplaceringer
| Sæson     | Niveau | Liga          | Placering | Kilde(r) |
| --------- | ------ | ------------- | --------- | -------- |
| 2010–2011 | 1.     | Primeira Liga | 6.        | [ 1 ]    |
| 2011–2012 | 1.     | Primeira Liga | 7.        | [ 2 ]    |
| 2012–2013 | 1.     | Primeira Liga | 8.        | [ 3 ]    |
| 2013–2014 | 1.     | Primeira Liga | 5.        | [ 4 ]    |
| 2014–2015 | 1.     | Primeira Liga | 7.        | [ 5 ]    |
| 2015–2016 | 1.     | Primeira Liga | 11.       | [ 6 ]    |
| 2016–2017 | 1.     | Primeira Liga | 18.       | [ 7 ]    |
| 2017–2018 | 2.     | Segunda Liga  | 1.        | [ 8 ]    |
| 2018–2019 | 1.     | Primeira Liga | 17.       | [ 9 ]    |
| 2019–2020 | 2.     | Segunda Liga  | 1.        | [ 10 ]   |
| 2020–2021 | 1.     | Primeira Liga | 18.       | [ 11 ]   |
| 2021–2022 | 2.     | Segunda Liga  | 6.        | [ 12 ]   |
| 2022-2023 | 2.     | Segunda Liga  | 13.       | [ 13 ]   |
| 2023–2024 | 2.     | Segunda Liga  | 2.        |          |